# TT169
La tombe thébaine TT 169 est située à Dra Abou el-Naga, dans la nécropole thébaine, sur la rive ouest du Nil, face à Louxor en Égypte.
C'est la sépulture de Sena (Snȝ), chef orfèvre d'Amon, datant du règne d'Amenhotep II (XVIIIe dynastie).